# John Lambton
John Lambton (26 juillet 1710 - 22 mars 1794) de Harraton Hall, plus tard du château Lambton, dans le comté de Durham, est un officier supérieur de l'armée britannique et un membre du Parlement.

## Biographie
Il est le quatrième fils de Ralph Lambton (v. 1651–1717) et fait ses études à la Westminster School.
Il est nommé enseigne dans les Coldstream Guards en 1732, puis promu lieutenant en 1739, capitaine et lieutenant-colonel en 1746 et colonel du 68e régiment d'infanterie en 1758, poste qu'il occupe jusqu'à sa mort. Il est nommé général à part entière le 20 novembre 1782.
Il est député de Durham City de 1762 à 1787 . Il est décédé le 22 mars 1794.

## Famille
Il épouse Susan Lyon (décédée en 1769), fille de Thomas Lyon (8e comte de Strathmore et Kinghorne), en 1763. Ils ont : 
- William Henry Lambton de Lambton (1764-1797), qui lui succède comme député de Durham City et père du premier comte de Durham
- Susan Mary Anne Lambton, qui épouse John Wharton, député
- Ralph John Lambton (vers 1767-1844), également député de Durham City
- Jane Dorothy Lambton